# كريس ديفيس
كريس ديفيس (بالإنجليزية: Chris Davis)‏ (و. 1986  م) هو لاعب كرة قاعدة، من الولايات المتحدة، ولد في لونغفيو، يلعب كقاعدي أول ‏.

## التعليم
تعلم في Longview High School ‏.

## روابط خارجية
- كريس ديفيس على موقع دوري كرة القاعدة الرئيسي (الإنجليزية)
- كريس ديفيس على موقعبيزبول رفرنس.كوم (الدوري الرئيسي) (الإنجليزية)
- كريس ديفيس على موقعبيزبول رفرنس.كوم (الدوري الثانوي) (الإنجليزية)
- كريس ديفيس على موقع إي إس بي إن.كوم (أم.أل.بي) (الإنجليزية)
- كريس ديفيس على موقع مشجعي الرسوم البيانية (الإنجليزية)